# Skydespil
Skydespil er en generel betegnelse for computerspil som går ud på at skyde et eller andet.

## Eksempler på skydespil
Af eksempler på skydespil kan bl.a. nævnes:
- Battlefield-serien
- Blood
- Doom-serien
- Duke Nukem 3D
- Half-Life-serien
- Hitman-serien
- Quake-serien
- Transfusion
- Wolfenstein 3D-serien